# Stenhuset på Saltängen

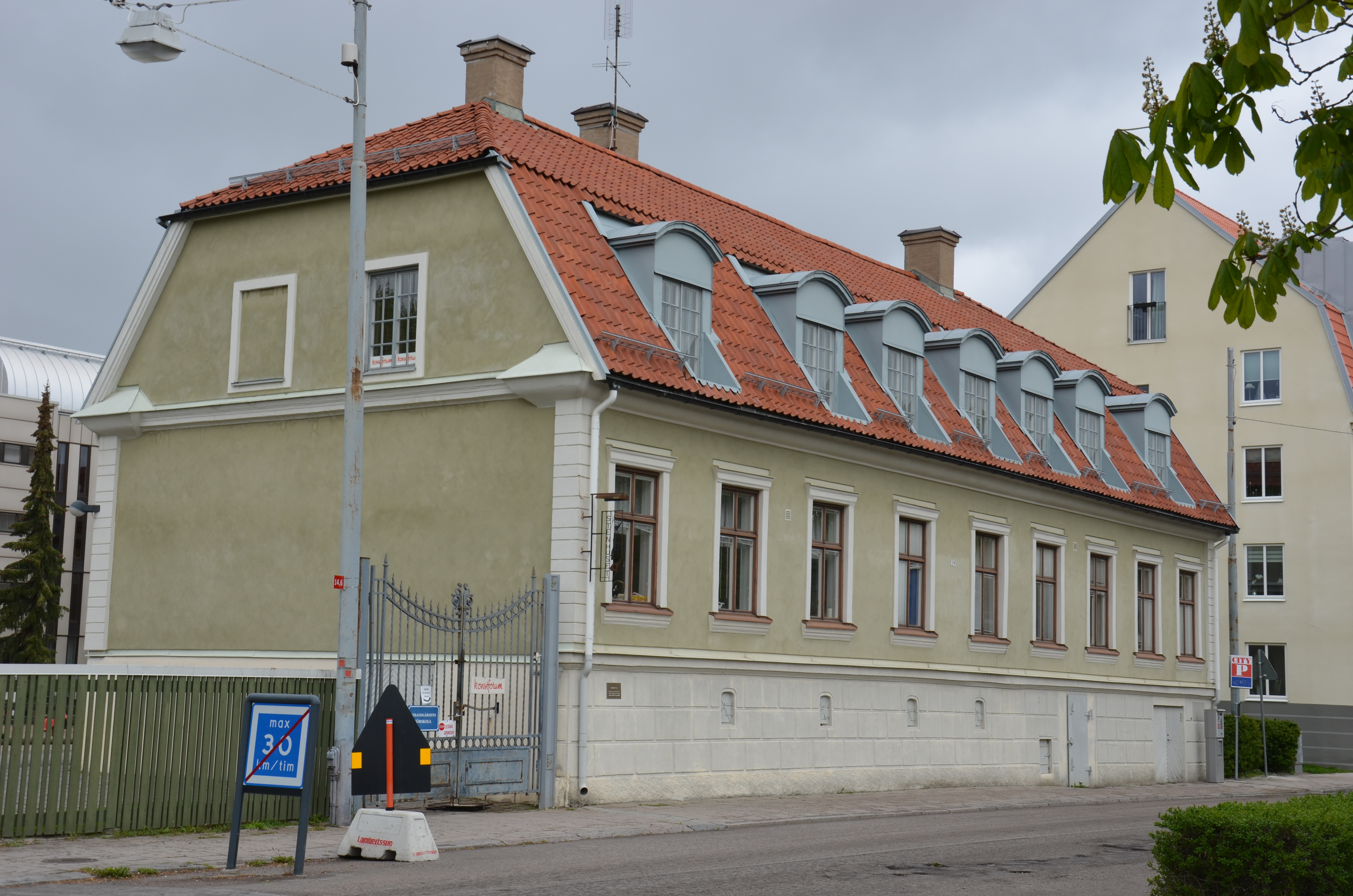
Stenhuset på Saltängen i Norrköping

Stenhuset på Saltängen är en kulturminnesskyddad byggnad vid Saltängsgatan i Saltängen i Norrköping.
Louis de Geer uppförde 1627-1630 och 1642-1646 ett palats i holländskt tegel av gul sandsten vid Motala ström i Norrköping, vid nuvarande Saltängsgatan. Detta blev stadens mest praktfulla privathus. Förutom huvudbyggnaden uppfördes flyglar, stall och ekonomibyggnader samt en brukshandel. Det fanns också en trädgård med ett orangeri.
Huset brandhärjades 1711. Det nuvarande huset uppfördes 1784 av byggmästaren Johan Fredric Fehmer i timmer med reveterade fasader. Det gamla husets murade källarvåning ingår dock i det nyare huset.
År 1920 tillkom husets takkupor.
Där det gamla palatsets trädgård med orangeri var belägen uppfördes 2010-2011 bostadsrättsföreningen Stenhuset (viken syns i bakgrunden på bilden), där fastighetens byggnader och innegård har drag av Stenhuset med trädgård. Längs Brf Stenhusets östra sida finns Orangerigatan vilken förmodligen fått sitt namn av att den löper genom det som var trädgården vid Louis de Geers palats.
Inom saltängsområdet har flera större arkeologiska undersökningar utförts. Slutundersökningen för kvarteret Stenhuset 2009 påvisade dock att de förväntade 1600-talslämningarna av trädgårdsanläggningen till stor del var störda och skadade av yngre tiders verksamheter på platsen. Till exempel odling och hantverk som bedrivits på 1700-talet samt större ingrepp på 1800- och 1900-talen som uppförandet av en skola och senare en bilskrot. Men man kunde dokumentera en 1600-talskällare i den södra delen av kvarteret, och även en damm vars bottenlager gav senmedeltida datering.